# 가잘라 하시미
가잘라 피르두스 하쉬미(Ghazala Firdous Hashmi, 1964년 7월 5일 ~ )는 미국의 정치인이다.

## 학력
- 조지아 서던 대학교 인문사회 학사
- 에모리 대학교 인문사회 석사
- 에모리 대학교 철학박사

## 경력
- 2020.01 ~ 2024.01 제161·162대 버지니아주 제10선거구 상원의원
- 2024.01 ~ 2026.01 제163대 버지니아주 제15선거구 상원의원

## 역대 선거 결과
| 선거명      | 직책명                     | 대수  | 정당   | 득표율 | 득표수   | 결과 | 당락                 |
| ----------- | -------------------------- | ----- | ------ | ------ | -------- | ---- | -------------------- |
| 2019년 선거 | 상원의원 (버지니아 제10부) | 161대 | 민주당 | 54.08% | 44,548표 | 1위  | 버지니아 주의원 당선 |
| 2023년 선거 | 상원의원 (버지니아 제15부) | 163대 | 민주당 | 62.16% | 33,253표 | 1위  | 버지니아 주의원 당선 |
| 2025년 선거 | 버지니아 부지사            | 43대  | 민주당 | 0%     | 표       | 위   |                      |

## 참고 자료
- 위키미디어 공용에 가잘라 하시미 관련 미디어 분류가 있습니다.